# Рибейра (Терраш-ди-Бору)
Рибе́йра (порт. Ribeira) — район (фрегезия) в Португалии, входит в округ Брага. Является составной частью муниципалитета Терраш-ди-Бору. Находится в составе крупной городской агломерации Большое Минью. По старому административному делению входил в провинцию Минью. Входит в экономико-статистический субрегион Каваду, который входит в Северный регион. Население составляет 219 человек на 2001 год. Занимает площадь 2,44 км².